# Галшка Гулевичівна (монета)
«Галшка Гулевичівна» — ювілейна монета номіналом 2 гривні, випущена Національним банком України. Присвячена відомій постаті культурно-національного відродження України кінця XVI — початку XVII ст. — Єлизаветі (Галшці) Василівні Гулевичівні, яка походила з волинської шляхетської родини і була однією із засновниць Київського братства, Богоявленського монастиря і при ньому школи для дітей, відписавши для цих цілей у 1615 році свою садибу із землею в Києві на Подолі. Цим було покладено початок Київській братській школі (згодом Києво-Могилянській академії).
Монету було введено в обіг 27 січня 2015 року. Вона належить до серії «Видатні особистості України».

## Опис та характеристики монети
| Номінал грн. | Метал      | Маса, грам | Діаметр, мм. | Якість виготовлення       | Гурт     | Тираж, штук |
| ------------ | ---------- | ---------- | ------------ | ------------------------- | -------- | ----------- |
| 2            | нейзильбер | 12,8       | 31           | спеціальний анциркулейтед | рифлений | 30 000      |

### Аверс
На аверсі монети розміщено: угорі напис НАЦІОНАЛЬНИЙ/БАНК УКРАЇНИ, праворуч від якого — малий Державний Герб України; стилізовану композицію, що символізує передавання землі, — на тлі сторінки з автографом Галшки Гулевичівни зображено перо (угорі) та печатку (унизу), праворуч — номінал 2/ГРИВНІ, під яким рік карбування монети 2015 та логотип Монетного двору Національного банку України.

### Реверс
На реверсі монети зображено стилізовану композицію: угорі — фасад будинку, з якого починалася історія Київської братської школи, під яким напис ГАЛШКА/ГУЛЕВИЧІВНА та роки її життя 1575/1642, ліворуч зображено Галшку Гулевичівну з дітьми.

## Автор

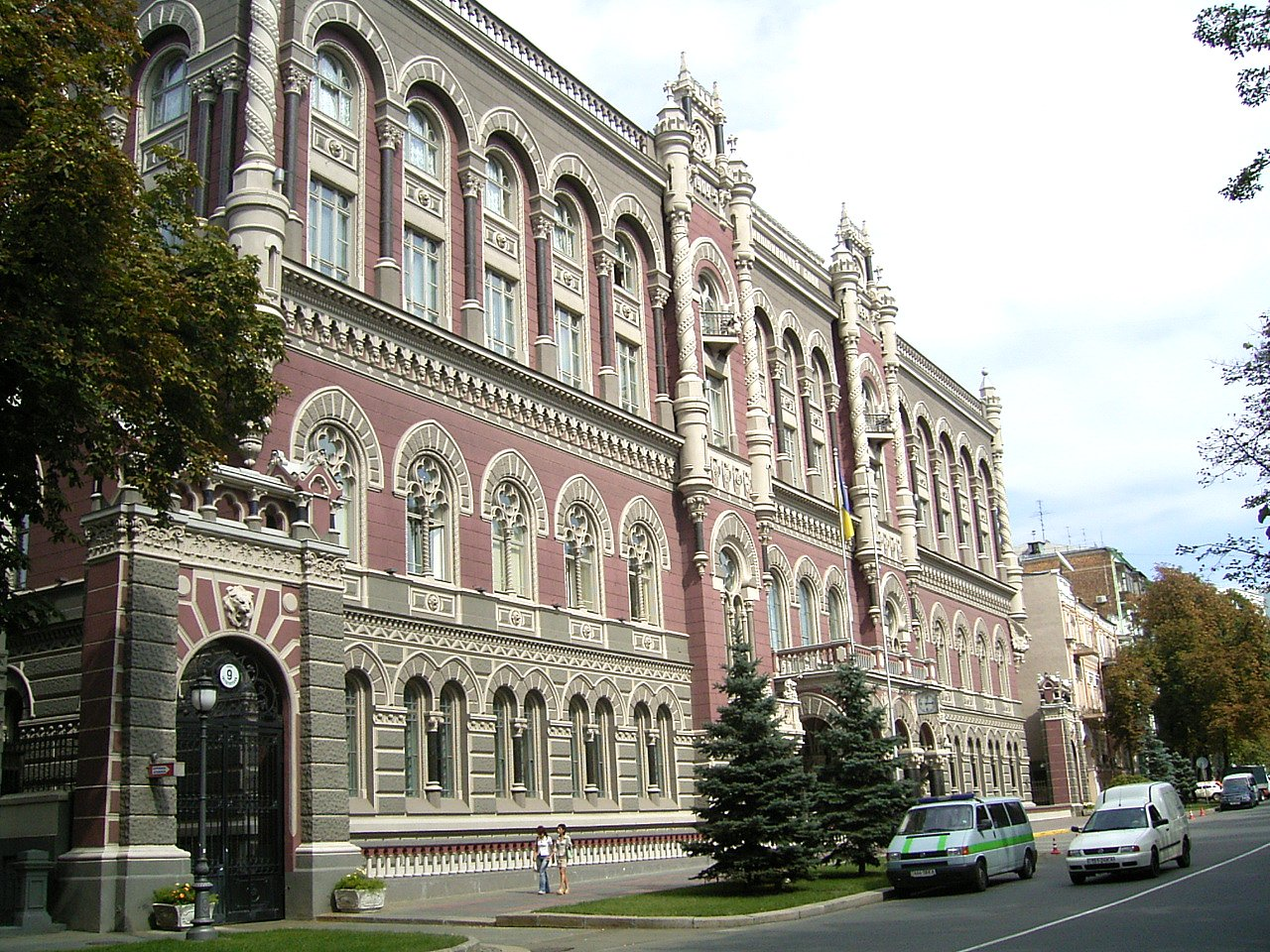
Будівля Національного банку України

- Художник і скульптор: Іваненко Святослав.

## Вартість монети
Під час введення монети в обіг 2015 року, Національний банк України реалізовував монету через свої філії за ціною 22 гривні.
Фактична приблизна вартість монети, з роками змінювалася так:
| Рік        | 2015 | 2016 | 2017 | 2018 | 2019 | 2020 | 2021 | 2022 | 2023 | 2024 | 2025 |
| ---------- | ---- | ---- | ---- | ---- | ---- | ---- | ---- | ---- | ---- | ---- | ---- |
| Ціна, грн. | 28   | 30   | 42   | 45   | 50   | 50   | 55   | 60   | 95   | 145  | 165  |